# Kosice
Kosice (dodatkowa nazwa w j. niem. Koschütz) – przysiółek wsi Radawie w Polsce, położony w województwie opolskim, w powiecie oleskim, w gminie Zębowice.
W latach 1975–1998 przysiółek administracyjnie należał do ówczesnego województwa opolskiego.